# 27歳の夏休み
『27歳の夏休み』（にじゅうななさいのなつやすみ）は、TBS系列で、2005年6月30日21:00 - 22:48 (JST) に放送されたテレビドラマ。
唯川恵が書き下ろし、雑誌『CREA』と『FRaU』に連載されていた「あしたへの距離」を完結させる形でドラマ化したもの。

## キャスト
- 高瀬英子：木村佳乃
- 住田莉沙：瀬戸朝香
- 石坂秋史：谷原章介
- 久間尚之：内田朝陽
- 河野まどか：辺見えみり
- 河野智彦：照英
- 高木浩行：梅垣義明
- ノブ：忍成修吾
- 森本頼子：友近
- ミルク：サエコ
- 北岡ナツミ：神崎詩織
- 今西副編集長：佐戸井けん太
- 伊沢弘、田中啓三、野口かおる、坂東美佳、くらなりん、立島里奈、島津健太郎、氏家恵　六車勇輝、ほか

## 主題歌
- 高校3年生（歌：森山直太朗）

## スタッフ
- 脚本：清水友佳子
- 演出：生野慈朗
- プロデュース：橋本孝
- 企画：植田博樹
- 製作：ドリマックス・テレビジョン、TBS

## 遅れネット局
- FTB福井テレビ（フジテレビ系列） - 2008年4月2日水曜14:05 - 15:55